# Stine Kurz
Stine Kurz (* 20. Mai 2000 in Stuttgart) ist eine deutsche Hockeyspielerin, die 2023 Europameisterschaftsdritte war.

## Sportliche Karriere
Stine Kurz begann ihre Karriere beim HTC Stuttgarter Kickers und spielt seit 2014 für den Mannheimer HC, mit dem sie deutsche Meisterin im Feld- und Hallenhockey wurde.
Kurz nahm von 2015 bis 2022 an 76 Länderspielen in den verschiedenen Altersklassen im Juniorinnen-Bereich teil. Ihre größten Erfolge waren der dritte Platz bei der U21-Europameisterschaft 2019 und der zweite Platz bei der U21-Weltmeisterschaft 2022.
2020 debütierte sie in der Nationalmannschaft. Bei der Hallenhockey-Europameisterschaft 2020 in Minsk belegte Kurz mit der deutschen Mannschaft den vierten Platz. Drei Jahre später bei der Europameisterschaft 2023 in Mönchengladbach unterlag die deutsche Mannschaft im Halbfinale den Belgierinnen, im Spiel um den dritten Platz siegte die deutsche Mannschaft mit 3:0 über das englische Team. Stine Kurz war in allen fünf Spielen dabei. Bei den Olympischen Spielen 2024 in Paris belegte Kurz mit der deutschen Mannschaft in der Vorrunde den dritten Platz. Im Viertelfinale unterlagen die Deutschen den Argentinierinnen im Shootout.
Stine Kurz bestritt 39 Länderspiele, davon fünf in der Halle. (Stand 14. Juni 2024) 